# 이토 노에

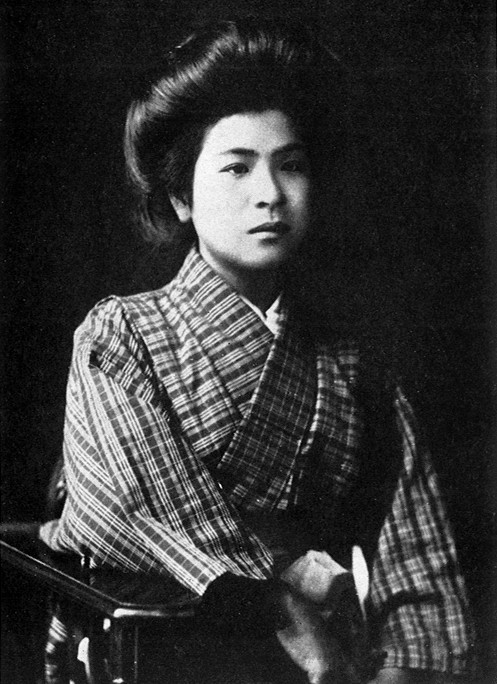

이토 노에(일본어: 伊藤 野枝: 1895년 1월 21일 ~ 1923년 [[9월 16일)는 일본의 여성해방운동가, 무정부주의자, 번역자, 편집자다. 오스기 사카에의 아내였으며, 아마카스 사건 때 일가족이 모두 살해당했다.